# الاصفاح (العداني)

تعديل مصدري - تعديل

الاصفاح محلة تابعة لقرية المجزف، التابعة لعزلة العداني بمديرية ذي السفال إحدى مديريات محافظة إب في الجمهورية اليمنية، بلغ تعداد سكانها 100 حسب تعداد اليمن لعام 2004.